# Francisco Zaragoza Gomis
Francisco Zaragoza Gomis (Altea, 1912 - Alacant, 1987) fou un metge i polític alacantí.

## Biografia
Es llicencià en medicina, fou un dels fundadors del Sindicato Español Universitario (SEU) i visità sovint José Antonio Primo de Rivera quan fou tancat a la presó d'Alacant. En esclatar la guerra civil espanyola fugí a Algèria i es va incorporar a l'exèrcit franquista com a tinent mèdic.
El 1940 fou nomenat cap local de la Falange Española a Altea i secretari provincial del Movimiento Nacional. El 1941, però, fou citat per un tribunal militar arran de les disputes internes de la Falange. Tot i així, va arengar als voluntaris de la División Azul abans d'anar al front i el 1948 es presentà a Procurador en Corts pel terç familiar, però no fou escollit. El 1951 també fou nomenat vicepresident del Col·legi de Metges d'Alacant.
En els anys 50 pertanyia a la Guàrdia de Franco i en 1970 col·laborava encara amb l'Agrupació d'Antics Membres del Frente de Juventudes, però des dels anys 60 col·laborà amb els cercles propers a Joan de Borbó. El 1975 fou president de la societat Estudios Valencianos Sociedad Anónima (EVASA), filial valenciana de Libra, una de les associacions creades arran la llei Fraga, i fou el cap del Partit Demòcrata Liberal del País Valencià.
El 1977 es va integrar en la UCD, partit amb el qual fou elegit diputat per la província d'Alacant a les eleccions generals espanyoles de 1977, i fou Vicepresident Segon de la Diputació Permanent del Congrés dels Diputats però el gener del 1978, va dimitir quan fou nomenat director de l'Institut Nacional de Previsió. Després fou Secretari Provincial per a grans poblacions en el Comitè Executiu de la província d'Alacant.
El 1982 fou diputat a les Corts Valencianes, i després de la dissolució d'UCD va impulsar Unión Provincial Alicantina (UPRA) amb Carlos Alcalde Agesta, Juan Antonio Rodríguez Marín i Antonio Martínez Serrano el 1986. A les eleccions a les Corts Valencianes de 1987 es presentà per Coalició Electoral Valenciana, però no fou escollit.

## Obres
- Fisiopatología de las hemorragias (1948)